# Marosatherina ladigesi
Marosatherina ladigesi é uma espécie de peixe da família Telmatherinidae.
É endémica da Indonésia.